# Natalija Polonska-Wassylenko

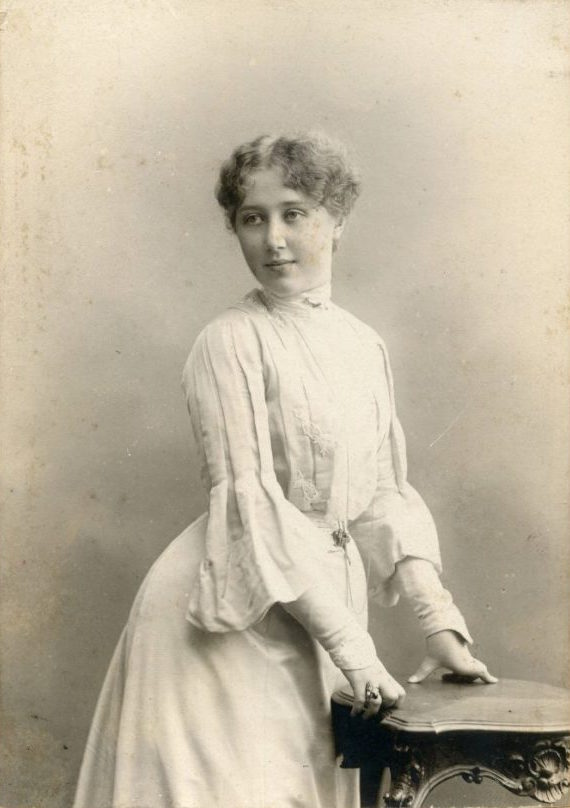
Natalija Polonska-Wassylenko vor 1917

Natalija Dmytriwna Polonska-Wassylenko (ukrainisch Наталія Дмитрівна Полонська-Василенко; * 31. Januarjul. / 12. Februar 1884greg. in Charkiw, Gouvernement Charkow, Russisches Kaiserreich; † 8. Juni 1973 in Dornstadt bei Ulm, Bundesrepublik Deutschland) war eine ukrainische Historikerin.

## Leben
Natalija Polonska-Wassylenko kam als Tochter einer verarmten Adelsfamilie in Charkow zur Welt. Sie besuchte die Höhere Mädchenschule in Kiew und studierte an der Fakultät für Geschichte und Philologie der Kiewer St.-Wladimir-Universität. Ab 1912 war sie Assistenzprofessorin für Geschichte an der Universität für Frauen und anschließend an der Universität Kiew. Nach dem Ersten Weltkrieg war sie unter anderem Professorin am Institut für Bildende Künste und an der Universität Kiew sowie Mitarbeiterin der ukrainischen Akademie der Wissenschaften. Seit 1941 war sie im von der Wehrmacht besetzten Kiew Direktorin des Instituts für Archäologie.
Im Jahr 1943 zog sie zuerst nach Lwiw und emigrierte 1944 nach Prag, wo sie Professorin an der Ukrainischen Freien Universität zunächst in Prag und von 1945 bis 1973 in München war. Außerdem war sie Mitglied der ukrainischen historischen und philologischen Gesellschaft, seit 1947 der Wissenschaftlichen Gesellschaft Schewtschenko und seit 1953 der Internationalen Akademie der Wissenschaften in Paris.
Polonska-Wassylenko war die Verfasserin zahlreicher Studien zur ukrainischen Geschichte und Archäologie und zu ukrainischen Persönlichkeiten und Wissenschaftlern. Sie war die Ehefrau des Präsidenten der Ukrainischen Akademie der Wissenschaften und Politikers Mykola Wassylenko.

## Werke (Auswahl)
- Geschichte der Ukraine, Ukrainische Freie Universität München, 1988
- Zwei Konzeptionen der Geschichte der Ukraine und Russlands, Ukrainische Freie Universität München, 1970

Quelle: 